# Секрет фирмы
«Секрет фирмы» — российский журнал, а впоследствии интернет-издание о предпринимателях, компаниях, находках в сфере менеджмента и прикладных проблемах бизнеса. Выходит как отдельное издание с сентября 2002 года. C декабря 2014 года принадлежит Rambler&Co. Выпуск бумажной версии прекращён с декабря того же года, но издание продолжило существование как сайт.

## История
«Секрет фирмы» был создан Юрием Кацманом в октябре 2001 года в качестве ежемесячного приложения к еженедельному журналу «Деньги» издательского дома «Коммерсантъ». Приложение возникло для освещения бизнес-семинаров, проводимых издательским домом в сотрудничестве с Высшей школой экономики и Harvard Business School. В дальнейшем, когда у издательского дома отпала необходимость в приложении, Кацман с партнёрами выкупили «Секрет фирмы» и с сентября 2002 года стали выпускать журнал сперва два раза в неделю, затем — еженедельно. В 2004 году на базе журнала был создан издательский дом, который также выпускал газету «Бизнес» и журналы «Имеешь право» и «Все ясно». В ноябре 2005 года ИД «Секрет фирмы» приобрёл примерно за 7—10 млн долларов интернет-издание Gazeta.ru.

### Коммерсантъ
С весны 2006 года издательский дом искал покупателей на свои убыточные издания (выручка ЗАО «Секрет фирмы» по РСБУ в 2005 году — 216,75 млн руб., чистый убыток — 323,56 млн руб.). 22 декабря 2006 года было объявлено, что газета «Бизнес» выкуплена группой «Московские новости». Сумма сделки составила, по оценкам экспертов, около 5—6 млн долларов, тогда как ещё осенью «Издательский дом Родионова» планировал выкупить издание за 10—13 млн долларов. В тот же день была закрыта сделка с «Коммерсантом», выкупившим остальные издания. Бывшие владельцы — инвестфонд Cube Capital UK Limited (70 %), Александр Локтев и управляющий директор Юрий Кацман — получили примерно 40 млн долларов. В 2007 году новый владелец закрыл журналы «Имеешь право» и «Все ясно», а «Секрет фирмы» преобразовал в ежемесячный журнал.
Долгое время «Коммерсантъ» издавал два конкурирующих издания: «Деньги» и менее популярный «Секрет фирмы» (российская аудитория изданий, по данным TNS Russia за март — июль 2014 года, равнялись 238 тыс. и 193,3 тыс. человек старше 12 лет для одного номера соответственно). При этом у последнего рентабельность в 2013—2014 годах была ниже, он генерировал убыток при годовой выручке, по оценке «Ведомостей», около 60 миллионов рублей.

### Rambler&Co
В 2014 году «Коммерсантъ» получил предложение от неназванной компании купить издание, через некоторое время интерес к сделке проявил Rambler&Co. 14 ноября 2014 года между двумя холдингами начались переговоры, 25 декабря было объявлено, что сделка состоялась. За бренд «Секрет фирмы» и право использовать в публикациях электронный архив журнала, по оценке источников «Ведомостей», Rambler&Co отдал 10 миллионов рублей. Тогда же стало известно, что декабрьский печатный номер журнала будет последним (тираж на ноябрь 2014 года — 65 000 экземпляров). Предполагалось, что в издании останется часть коммерсантовской команды. Однако Марина Иванющенкова, главный редактор на протяжении 13 лет, решила не переходить в Rambler&Co. В конце месяца стало известно, что издание может возглавить редакционный директор Look At Media Николай Кононов и что вместе с ним на новое место работы перейдёт несколько человек из объединённого с сайтом городских новостей The Village в июле 2014 года издания о бизнесе Hopes&Fears.
Уже 12 января Кононов и четверо ключевых сотрудников редакции перешли в «Секрет фирмы». В дальнейшем в новый проект ушла вся команда Hopes&Fears, кроме шеф-редактора Анны Соколовой и редактора Юрия Болотова. К уходу из Look At Media, по словам Кононова, подтолкнула серия решений руководства холдинга: сперва слить H&F c The Village и тем самым закрыть бизнес-издание, за полтора года набравшее ежемесячную аудиторию около 800 тысяч человек, а после использовать бренд для нового англоязычного лайфстайл-издания. В обновлённую редакцию «Секрета фирмы» не вошли журналисты «Коммерсанта», за исключением многолетнего сотрудника журнала Николая Гришина. Издание существует как независимое подразделение внутри Rambler&Co.
19 марта 2015 года сайт перезапустили на новом домене secretmag.ru. На тот момент над «Секретом фирмы» работали 14 человек. Тогда редакция заявляла о планах выпускать более 20 материалов ежедневно. Монетизация запланирована за счёт медийной и контекстной рекламы, а также спецпроектов. В феврале 2016 года издание вошло в число сайтов, на которых Rambler&Co совместно с МТС тестировал платное отключение рекламы.
Ежемесячная аудитория «Секрета фирмы» к сентябрю 2017 года составляла 1 млн читателей. 25 сентября стало известно о сокращении сотрудников с 15 до 5. Причиной сокращения называлось недостижение точки безубыточности. По данным «Ведомостей», бюджет издания был урезан в четыре раза. Издание планировало отказаться от публикации новостей, оставив статьи, колонки и лонгриды, которые, как было заявлено, в основном будут писать приглашённые авторы. Новым главным редактором стала Дарья Черкудинова, Николай Кононов перешёл на позицию редакционного директора и планировал сфокусироваться на развитии сайта.
В апреле 2019 года был назначен новый главный редактор Филипп Вуячич, до этого занимавший другой пост в Rambler&Co, главного редактора «Афиши». В 2024 году главным редактором стала Настасья Коваленко.
В настоящее время «Секрет фирмы» позиционирует себя как  «издание о том, как жить в России, сохраняя при этом здоровье, деньги, бизнес, комфорт и достоинство». Сайт пишет «о важных и интересных событиях и явлениях простым языком, с опорой на экспертов и качественные источники».

### Продажа Сбербанку
Сбербанк инвестировал в капитал Rambler Group в 2019 году в обмен на долю 46,5 %. В июле 2020 года банк довёл свою долю до 55 %, в октябре того же года стал единственным владельцем холдинга, выкупив у Александра Мамута оставшиеся 45 % акций. Но так как российский закон «О СМИ» запрещает иностранцам владеть напрямую или косвенно более 20 % в любой компании-учредителе российского СМИ, то Сбербанк, в котором юрлицам-нерезидентам по состоянию на 1 августа 2020 года принадлежало 43,5 %, был вынужден найти СМИ нового владельца. С 9 ноября чуть больше 80 % ООО «Медианна» (юрлица, через которое группа Rambler управляет своими СМИ) контролирует Сергей Шишкин, до июля 2020 года работавший в «Газпром-Медиа» на должности управляющего директора субхолдинга «ГПМ Развлекательное телевидение».

## Главные редакторы
- 2001–2014: Марина Иванющенкова
- 2015–2017: Николай Кононов
- 2017–2019: Дарья Черкудинова
- 2019–2024: Филипп Вуячич
- с 2024: Настасья Коваленко

## Награды
По состоянию на август 2021 года журналисты издания «Секрет фирмы» трижды получали журналистскую премию «Редколлегия».

## Статьи
- Екатерина Дементьева. Журнал «Афиша»: Николай Кононов о новом «Секрете фирмы». daily.afisha.ru. Дата обращения: 18 сентября 2016.
- Никита Лихачёв. Гость TJ: Николай Кононов. tjournal.ru (20 марта 2015). Дата обращения: 18 сентября 2016.
- М.Спиридонов. Николай Кононов, главный редактор делового издания «Секрет фирмы». runetologia.podfm.ru (13 мая 2015). Дата обращения: 18 сентября 2016.